# Венцковский, Станислав
Станислав Антоний Венцковский (пол. Stanisław Antoni Więckowski; 12 июня 1882, Бархов близ Вегрова — 31 декабря 1942, Аушвиц) — полковник Войска Польского, врач, общественный деятель.

## Биография
Получил медицинское образование. С 1905 вступил в Польскую социалистическую партию. Во время Первой мировой войны служил врачом в Польских легионах. С ноября 1918 — руководитель окружной больницы в Лодзи. Также являлся главным врачом 8-го военного округа, главным врачом города Лодзи, главным врачом 28-го полка «Дети Лодзи». В мае 1919 возглавил полевой госпиталь № 402 и на следующее утро отбыл на фронт. По окончании советско-польской войны был начальником отдела в санитарном управлении командования 4-го военного округа в Лодзи, затем начальником этого управления (до 30 ноября 1935).
В 1921 основал в Лодзи Лигу защиты прав человека и гражданина. В 1935-1939 — главный врач социального страхования; также являлся ординатором в психоневрологической больнице «Кохановка». Изучал философию, преподавал древнюю историю в Свободном польском университете в Лодзи, автор монографии «Юлиан Отступник как администратор и законодатель» (Варшава, 1930 и 1937).
С 1939 — заместитель председателя, с 1940 — председатель Демократической партии, объединявшей представителей леволиберальной интеллигенции. Во время немецкой оккупации занимался редакторской деятельностью в прессе Армии Крайовой. Весной 1942 года был арестован немецкими властями, заключен в тюрьму в Варшаве, затем отправлен в концлагерь Аушвиц, где был убит.
Его именем названа улица в городе Лодзь. В 1987 в его честь была выпущена почтовая марка.

## Награды
- Крест За доблесть (четырежды «за подвиги и отвагу, проявленные в боях 1918—1921 годов»)
- Золотой крест за заслуги (16 марта 1928 г.)
- Офицерский крест ордена Polonia Restituta (10 ноября 1928 г.)
- Крест Независимости (6 июня 1931 г.)
- Почетный знак Польского Красного Креста 2-й степени (1935 г.)
- Орден Грюнвальдского креста 3-й степени (посмертно, 11 июля 1946 г.)
- Командорский крест ордена Polonia Restituta (посмертно, 5 января 1948 г.)